# 서울 흥천사 극락보전 극락구품도
흥천사 극락보전 극락구품도(興天寺 極樂寶殿 極樂九品圖)는 대한민국 서울특별시 성북구 흥천사에 있는 조선시대의 불화이다. 2017년 6월 8일 서울특별시의 유형문화재 제405호로 지정되었다.

## 지정 사유
극락보전 아미타삼존불상 우측에 봉안된 이 극락구품도는 화면을 9개 구획으로 나누고, 그 구획 안에 구품의 내용을 도해한 형식으로 이러한 형식의 극락구품도는 화계사(1886), 백련사(1899), 도선사(1903), 봉원사(1903), 수국사(1907), 고양 흥국사(19세기) 등 서울·경기 수도권지역에 남아있다. 고려시대 관경도에서 이어져 변모되어 새롭게 대두된 극락구품도는 19세기에 유행한 도상으로 당시 저명한 화승인 대허체훈(大虛體訓), 혜산축연(惠山竺衍), 학허석운(鶴虛石雲) 등이 참여한 뛰어난 작품이며, 특히 고양 흥국사 극락구품도(19세기)와 유사한 작품으로 비교되는 중요한 자료이다.
흥천사 소장의 왕실발원 신중도(1885)의 제작한 참여한 화승이 이 극락구품의 제작에도 참여하고 있어, 극락구품도 역시 동시에 제작된 것으로 추정되며 서울·경기 지역의 극락구품도와 비교되는 자료로서 서울시 유형문화재로 지정하는 바이다.

## 조사보고서
극락보전 아미타삼존불상 우측에 봉안된 이 極樂九品圖는 화면을 9개 구획으로 나누고, 그 구획 안에 구품의 내용을 도해한 형식이다. 고려시대 관경도에서 이어져 변모되어 새롭게 대두된 극락구품도는 19세기에 유행한 도상으로 화계사(1886), 백련사(1899), 도선사(1903), 봉원사(1903), 수국사(1907). 고양 흥국사(19세기) 등 서울ㆍ경기 수도권지역에 남아있다.
첫째, 이 佛畵를 상·중·하의 3段으로 구분한다면 상단의 중앙〈靈山會〉左, 右는 奏樂天人과 菩薩衆 및 比丘衆이 묘사된 것이다. 즉 설법을 찬탄하는 장면인것 같다. 中段에는 〈須摩堤〉, 즉 극락전을 중심으로 구품연못이 나타나있다. 〈영산회〉장면만 제외하고 왕생자가 있던 없던 8장면에 모두 연못이 묘사되어있다.
둘째, 각 요소들은 앞 시대의 觀經圖(극락도)와 비교하여 크게 변모했는데, 극락의 환상적인 모습은 사라지고 사실적으로 묘사되었다. 특히 관경에 없는 요소들(사자, 사슴, 코끼리, 탑, 대나무숲, 마름모꼴로 형성된 극락땅이 아닌 현실의 정원에 세워진 듯한 기암괴석과 나무, 세 개의 아치형의 문이 연속된 건물 등)은 낯설게 나타난다.
셋째, 士大夫 모습으로 왕생한 왕생자가 표현된 하단 중앙부를 上品觀(14관)이라 한다면 菩薩衆이 왕생자를 맞는 장면은 下品觀(16관), 佛이 왕생자를 맞는 장면은 중품관(15관)이라고 하겠다. 보통 菩薩衆은 上品, 승려衆은 중품, 俗人衆은 하품으로 나타나는데 비해 14-16관 모두 俗人衆으로 표현되었다.
넷째, 일반적으로 전각 안에 아미타삼존불이 묘사되지만 전각은 비어있다. 불·보살상들은 모두 구름을 타고 마치 왕생자를 맞으러 오는 것처럼 표현된 것은 특징적이다. 이는 內院庵 관경도(1853, 木版本)의 불, 보살상이 연못의 왕생자를 맞거나 上段의 불·보살상이 또 반복되어 마치 왕생자를 극락으로 데려오는듯 두 번 반복되었는데, 상단의 구름을 탄 불· 보살상이 흥천사 극락구품도에 나타난 것 같다.
화면 좌우 모서리의 붉은색바탕에 먹으로 쓴 화기난은 연화질과 시주질로 나뉘어 있으나 제작年代가 없다. 그러나 같은 法堂인 극락전에 奉安된 神衆幀의 畵記를 보면, 1885년에 甘露 등 4軸을 金魚片手인 大虛體訓, 惠山竺衍, 鶴虛石雲 등이 상궁들의 시주로 조성했다고 적혀있는 바 시주자의 명단(홍씨, 심씨)만 다를 뿐, 大虛體訓, 惠山竺衍, 鶴虛石雲 등 화승들의 이름이 이 불화의 畵記에도 있는 것으로 미루어 1885년에 신중탱과 함께 제작된 것 같다.
이 極樂九品圖는 화면을 9개 구획으로 나누고, 그 구획 안에 구품의 내용을 도해한 형식이다. 고려시대 관경도에서 이어져 변모되어 새롭게 대두된 극락구품도는 19세기에 유행한 도상으로 화계사(1886), 백련사(1899), 도선사(1903), 봉원사(1903), 수국사(1907), 고양 흥국사(19세기) 등 서울ㆍ경기 수도권지역에 남아있다.
1885년 당시 저명한 화승인 大虛體訓, 惠山竺衍, 鶴虛石雲 등이 참여한 뛰어난 작품인 바, 특히 고양 흥국사 극락구품도(19세기)와 유사한 작품으로 비교되는 중요한 자료라고 하겠다.
이 극락구품도와 동시에 제작된 것으로 추정되는 왕실발원의 신중탱(1885)의 화승이 참여한 이 극락구품도 역시 서울특별시 유형문화재로 지정하여 관리함이 바람직할 것으로 판단된다.

## 화기

### <좌>
緣化秩」證明 幻翁□眞」誦呪 沖虛基敎」 持殿 暎曇普潤」 金魚片手大虛體訓 惠山竺衍 鶴虛石雲 性典 玩悟 得訥」 供司 雲成」 鐘頭 義千 現珠」

### <우>
施主秩」 大施主」 乾命癸酉生洪氏」 靑信甲午生沈氏大悲華」 化主 虛□寶泉」

## 참고 자료
- 흥천사 극락보전 극락구품도 - 국가유산청 국가유산포털